# Uroš Slokar

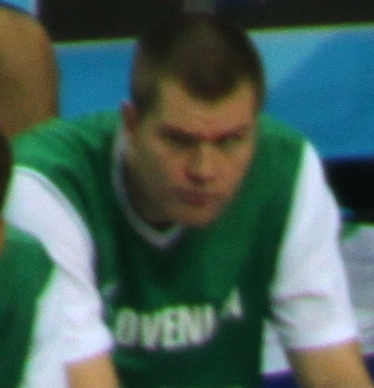
Imagem de Uroš Slokar.

Uroš Slokar (Liubliana, 14 de maio de 1983) é um basquetebolista profissional esloveno, atualmente Baloncesto Sevilha.